# ルリカ発進!
『ルリカ発進!』（ルリカはっしん!）は、ひらのあゆによる日本の4コマ漫画作品。オフィスを舞台としている。
『まんがタイム』（芳文社刊）1999年6月号から2001年3月号まで連載。『まんがタイムナチュラル』（芳文社刊）2000年4月号、8月号、12月号にも掲載。

## 内容
とある会社に派遣された派遣社員・森ルリカの日常を綴っている。OL、しかも派遣社員の目線で描いてあるため、正社員やオヤジ社員には批判的な表現が多い。舞台となる会社の名前は出て来ないが、会議室が社屋の西の10階にある、派遣先が六課である、ルリカ歓迎コンパでは数十人集まった、などかなり大きな会社である。男性社員から赤羽までの運賃を聞かれて「360円」と即答したり、吉祥寺で美味しいラーメン屋を聞かれたりする描写があることから、東京近郊であると推測できる。
『派遣社員 松島喜久治』と同様に、連載開始当時の労働者派遣法では派遣職種が専門性の高い26業種に限られていた。

## 主な登場人物
森ルリカ（もり ルリカ）
人材派遣会社“ハイパー・レディ”No.1と言われる派遣社員。その職歴は本人の弁によれば、秘書ルリカ・販売ルリカ・ライタールリカ（フリーライター?）・わびさびルリカ（茶道講師?）などなど。他にも動物園の飼育員、探検隊の隊員など、得意分野は身体を動かす仕事。物語の舞台となる会社では六課に配属され、主にパソコンへのデータ打ち込み係として働いている。非常にポジティブかつアクティブな性格で、言いたいことは我慢しないタイプ。その性格が災いしてか、講師的な仕事は苦手意識を持っているようだ。会社の制服を着用せず、ラフな格好（Tシャツにジーパンなど）でいることが多い。制服を着ると事務処理能力が落ちる。自他共に認めるナマイキ女だったが、小林の面倒を見ているうちに六課に馴染み、派遣期限が終わったときには課全員が腑抜けになるほどだった。派遣終了後は“ハイパー・レディ”のコーディネーター、下泉の姐御が驚くくらい性格が丸くなった。
小林真由美（こばやし まゆみ）
六課のOL。残業大王と称されるほど仕事が遅くトロい。優柔不断で行動力に欠ける。仕事とお菓子を机に溜め込むクセがあり、六課では余されていた。ルリカと出会ってから徐々に仕事が早くなり、残業姫程度になる。趣味は文具集めだが、ジャンルを問わず新し物好き。特技は工作、料理など家庭的なこと一般。特に工作は芸術の域まで行き、余りの出来の良さに、課長に「転職するか?」と皮肉とも絶賛とも取れる評価を得ている。性格は温厚で、他人に頼まれると嫌とは言えないタイプ。自分で自分のことを顔も性格も地味で嫌いと思っている。さばさばした性格のルリカに懐き、憧れている。子供の頃の夢はOLになること。
楡崎小夜子（にれざき さよこ）
六課のOL。氷のOLと評されるほどのクールビューティー。冷めた性格で、仕事は仕事と割り切るタイプ。会社で頑張った人が疲れ果てて辞めて行った姿を見て、「絶対に会社では頑張らない」「全力を出すのは年3回で十分」と思っている。月に一回遺書を書いて会社の机に隠してある。あまりに冷静で無表情だったため、満面の笑みを浮かべるとかえって怖がられる。かつてペットショップに勤めていたために、動物のことには詳しい。酒豪で、いくら飲んでも平然としている。ルリカが入ってきて以来、小林と3人で行動することが多く、意外と付き合いは良い。子供の頃の夢は女王様。
門田武夫（もんでん たけお）
六課の課長。何六課かはっきりしないが、同じ業務を行なっている課が最低でも他に5つはあると思われるため、あまり本流に乗っているわけではないらしい。ダメOLの小林やナンパ社員桜田など個性派社員を引き受けている。ポリシーは平々凡々。当初はルリカの奔放ぶりに手を焼いていたが、次第にルリカのペースに引き込まれていった。六課ではルリカの影響で一番変わったのではないかと評されている。酔うとマイクを離さなくなるが、かなりの音痴（聞かされた場合、翌日の仕事に響くほど）。そのため六課では長く花見をやらなかった。子供の頃の夢は船乗り。
葛城蘭（かつらぎ らん）
一課のOL。課長のセクハラや雑用に耐え、会社の伝統を守ろうとする古参OL。すでにお局様の域に入っているが、本人は才色兼備のNo.1OLを自認していたらしい。会社で頑張った人が辞めて行った姿を見て、「先輩が頑張ったのだから自分も頑張らなきゃ」とと思っている、炎のOL。人に頼られるのが嬉しいタイプ。酒は弱く、少し飲んだだけでべろんべろんになる。六課の桜田に片思いをしていた。
楠野瞳（くすの ひとみ）
一課のOL。葛城の取り巻きだが、あまり会社への忠誠心は強くない。彼氏の好みでポニーテールにしている。物語の最後で妊娠が発覚、結婚退職することとなった。
桜田太郎（さくらだ たろう）
六課のナンパ社員。会社のOL全員にアタックしたと言われるほどの女たらし。その割りにクビにならないのは有能だからかもしれない。ルリカが振り向いてくれなかったために、ずっとルリカを追いかけていた。小林にはアタックせず、楡崎とは初めてのデートで酒を飲み過ぎ（楡崎のペースに合わせたため）、トラ箱で目覚めたので、六課の女性陣は全員桜田の魔の手にはかかっていない。ルリカを追う手段を選ばないので、その行動はかなり奇異に映ることもある。
小峰勝（こみね まさる）
六課の社員。当初は目が細いくらいしか特徴が無かったが、後に爬虫類（両生類も）マニアと判明。家にはイグアナのイグちゃんを始めとして、カメレオンやカエルなどを飼っている。
工藤健二（くどう けんじ）
六課の社員。桜田、小峰とつるむことが多い。
徳田ゆり（とくだ ゆり）
六課の元社員。同じ課に勤めていた徳田と社内恋愛の末、結ばれた。旧姓不明。かなり有能なOLだったらしく、葛城とは互いを認め合ったライバル。子供を1人産んでいる。
下泉梨香（しもいずみ りか）
人材派遣会社“ハイパー・レディ”のコーディネーター。人を見る目に長けており、そのコーディネート能力は高い。ルリカには下泉の姐御と呼ばれている。別名オニの下泉。
橋田雅美（はしだ まさみ）
楠野の退職に伴い、一課に入った“ハイパー・レディ”からの派遣社員。ルリカとはマチャミ、ルーちゃんと呼び合う仲。外ヅラは良いが、切れ者らしい。
中村和子（なかむら かずこ）
ルリカの派遣期限切れに伴い、六課に途中入社したOL。前の会社で5年勤め、係長にまでなったが、会社が倒産したため、六課のOLとして再スタート。

## 書誌情報
- ひらのあゆ『ルリカ発進！』芳文社〈まんがタイムコミックス〉、全2巻
  1. ISBN 4-8322-6207-6
  2. ISBN 4-8322-6274-2